# René Matteau
Pour les articles homonymes, voir Matteau.
René Matteau né le 26 avril 1918 à Saint-Barnabé au Québec et mort le 7 novembre 1980 à Trois-Rivières est un homme politique québécois, maire de la ville de Trois-Rivières au Québec de 1966 à 1970.